# Rafael Ballesteros
Rafael Ballesteros Durán (Málaga, 7 de octubre de 1938) Licenciado en Filosofía y Letras por la  Universidad de Granada, catedrático de Lengua y Literatura de Bachillerato, escritor (en especial de poesía) y político de Andalucía, España. Es miembro de la Real Academia de Nobles Artes de Antequera y del Ateneo de Málaga.
Como político ha sido diputado al Congreso por la circunscripción electoral de Málaga en las candidaturas del Partido Socialista Obrero Español (PSOE) en la Legislatura constituyente y en la I, II, III, IV y V legislatura (desde 1977 a 1996) y presidente de la Comisión de Educación y Cultura del Congreso de los Diputados desde 1982 hasta 1996. 
Ha publicado diversos estudios de crítica literaria sobre las obras poéticas de Carriedo, M. Labordeta, Pérez Estrada, Vicente Nuñez, Ricardo Molina, Moreno Villa, Muñoz Rojas, en revistas (Ínsula, Cuadernos Hispanoamericanos, Papeles de Son Armadans, Camp de L’Arpa) y editoriales especializadas. Ha publicado varios libros de poemas, entre ellos: Las contracifras (El Bardo, 1969), Testamenta (Visor, 1992) y Los dominios de la emoción (Pre-Textos, 2003); y entre 1983 y 2002 ha editado los cuatro libros que componen su poema Jacinto. Su poesía ha sido traducida al francés, árabe, rumano, inglés, húngaro e italiano.
Su primera novela, La imparcialidad del viento (2003), se publicó en la editorial Veramar. El Centro Cultural de la Generación del 27 editó la novela breve Huerto místico (2005), y la sevillana Renacimiento Amor de mar (Premio Rincón de la Victoria de Novela Corta). El Ateneo de Málaga publicó en 2006 sus Cuentos americanos y DVD Editores Los últimos días de Thomas de Quincey, finalista del premio Andalucía de la Crítica. En 2009 RD editores publicó La muerte tiene la cara azul que obtuvo el Premio Andalucía de la Crítica 2010. 